# Gare de Nérondes
La gare de Nérondes est une gare ferroviaire française de la ligne de Vierzon à Saincaize. Elle est située en limite nord du bourg centre de la commune de Nérondes, dans le département du Cher, en région Centre-Val de Loire.
Ouverte en 1849 par la Compagnie du chemin de fer du Centre, c'est une halte de la Société nationale des chemins de fer français (SNCF) desservie par les trains du réseau TER Centre-Val de Loire.

## Situation ferroviaire
Établie à 198 mètres d'altitude, la gare de Nérondes est située au point kilométrique (PK) 268,891 (PN 201) de la ligne de Vierzon à Saincaize entre les gares de Bengy-sur-Craon et La Guerche-sur-l'Aubois.

## Histoire
La gare de Nérondes est mise en service le 20 mai 1849 par la Compagnie du chemin de fer du Centre, lorsqu'elle ouvre à l'exploitation les 36 km du deuxième tronçon de Bourges à Nérondes de sa ligne de Vierzon à la rive droite de l'Allier. Nérondes devient une gare de passage le 5 octobre 1850, lorsque la Compagnie du Centre ouvre à l'exploitation les 33 km du troisième tronçon de Nérondes à Nevers de son chemin de fer.
Depuis la réorganisation des lignes par la Société nationale des chemins de fer français (SNCF), elle est devenue une gare de la ligne de Vierzon à Saincaize, dont la portion Bourges - Saincaize a été électrifiée en 2011.

## Fréquentation
De 2015 à 2023, selon les estimations de la SNCF, la fréquentation annuelle de la gare s'élève aux nombres indiqués dans le tableau ci-dessous.
| Année     | 2015   | 2016   | 2017   | 2018   | 2019   | 2020   | 2021   | 2022   | 2023   |
| --------- | ------ | ------ | ------ | ------ | ------ | ------ | ------ | ------ | ------ |
| Voyageurs | 22 791 | 20 498 | 17 891 | 16 909 | 20 245 | 17 334 | 22 127 | 32 042 | 33 743 |

## Service des voyageurs

### Accueil
Le bâtiment voyageurs est désaffecté. Une partie du bâtiment est démolie en décembre 2019, puis le reste en février 2020. La gare est depuis ce jour uniquement un point d’arrêt qui permet la montée et la descente.

### Desserte
La gare de Nérondes est desservie uniquement par les trains reliant Bourges à Nevers. La plupart des missions sont prolongées ou amorcées de Bourges à Orléans, parfois de Bourges à Tours.